# Casa Turquet
La casa Turquet è una storica residenza della Riunione, nell'oltremare francese. La villa, situata nel centro della città di Saint-Denis, è monumento storico dal 26 gennaio 2012.
La villa venne costruita alla fine del XIX secolo.